# Параньос, Жозе Мария да Силва (1819)
Жозе Мария да Силва Параньюс, виконт до Риу-Бранку (порт. José Maria da Silva Paranhos, Visconde do Rio Branco; 1819, Салвадор, Баия — 1880, Рио-де-Жанейро) — бразильский чиновник, преподаватель, политик, журналист, дипломат и монархист. Наряду с Карнейру Леан, маркизом Парана, считается одним из наиболее влиятельных государственных деятелей Бразильской империи.
Его сын — Жозе Мария да Силва Параньос, барон Рио-Бранко.

## Биография
Изучал дипломатию и математику в военной академии, уже тогда будучи отмечен за свои способности. Позже стал профессором Центрального университета — будущей Политехнической школы в Рио-де-Жанейро. Как журналист сотрудничал с различными журналами: «La Nova Tempo», «Correio Mercantil», «Jornal do Commércio», «O Maribondo».
Был секретарём специальной миссии в Рио-де-ла-Плату в 1851 году, помогая Карнейру Леан, а затем служил в ранге чрезвычайного и полномочного посланника в Аргентине, Уругвае и Парагвае. Был одним из основателей бразильской Консервативной партии (хотя первоначально являлся членом Либеральной партии) и доверенным лицом бразильского императора Педру II.
Неоднократно избирался депутатом, в разное время занимал посты министра иностранных дел, военного и военно-морского министра, министра сельского хозяйства. Был председателем Совета министров с 1871 по 1875 год; этот период впоследствии стал известен как «министерство Рио-Бранко». Его сын также стал дипломатом и был министром иностранных дел с 1902 по 1912 год.

## Награды
Жозе Мария да Силва Параньос был удостоен многих наград, среди которых:
- Орден Южного Креста;
- Орден Розы;
- Орден Христа;
- Орден Непорочного зачатия Девы Марии Вилла-Викозской (Португалия);
- Орден Почётного легиона (Франция);
- Орден Белого орла (Польша);
- Орден Святой Анны 1-й степени (Российская империя);
- Орден Святых Маврикия и Лазаря (Италия);
- Орден Карлоса III (Испания).